# Šan-tung (2017)
Šan-tung (jinak též typ 002) je první letadlová loď Námořnictva Čínské lidové osvobozenecké armády, která byla vyvinuta a postavena přímo domácími loděnicemi. Plavidlo konstrukčně vychází z první čínské letadlové lodě Liao-ning (typ 001), která je přestavěnou ruskou letadlovou lodí Projektu 1143.5 Kreml. Postavena bylo v letech 2015–2019. Je v pořadí druhou do služby přijatou letadlovou lodí Číny.

## Pozadí vzniku

Šan-tung během stavby

Čína o stavbě svých letadlových nezveřejňuje téměř žádné informace. Informace o vývoji první domácí letadlové lodě čínští představitelé poprvé oficiálně potvrdili v lednu 2014. Čínské námořnictvo svou první letadlovou loď Liao-ning získalo roku 2012. Kvůli zajištění dlouhodobé přítomnosti letadlových lodí na moři jich však námořnictvo potřebuje více, neboť letadlová loď tráví mnoho času údržbou a výcvikem. Dle dostupných informací má ČLR v plánu získat do roku 2025 celkem šest letadlových lodí.
Stavba letadlové lodě Šan-tung byla zahájena v listopadu 2013 v loděnici Dalian Shipbuilding Industry Company (DSIC) v Ta-lienu, přičemž k založení kýlu došlo v březnu 2015 (Další letadlová loď obdobného typu přitom měla být stavěna také v loděnici poblíž Šanghaje). Čínské ministerstvo vnitra stavbu plavidla potvrdilo 31. prosince 2015. V září 2016 byly zveřejněny snímky prokazující, že na trup první jednotky již byl instalován velitelský ostrov.) Plavidlo bylo na vodu spuštěno 26. dubna 2017. Po přemístění k přístavnímu molu na něm proběhly dokončovací práce. V květnu 2018 Šan-tung zahájila námořní zkoušky. Do služby byla přijata 17. prosince 2019. Ceremoniálu se účastnil čínský prezident Si Ťin-pching.

## Konstrukce
Plný výtlak plavidla je odhadován na 70 000 tun. Jedná se o zdokonalenou verzi předcházející letadlové lodě Liao-ning zachovávající její rozměry a koncepci STOBAR. Loď je vybavena úhlovou palubou se skokanským můstkem na přídi, dvěma výtahy a ostrovem na pravoboku. Velitelský ostrov je řešen výrazně odlišně, je celkově o asi 10 % menší, můstek má přidané druhé patro a nese čtyři pevné antény multifunkčního radaru Typu 346A (mají je též torpédoborce typu 052D).  Plavidlo ponese až třicet šest palubních stíhacích letounů Shenyang J-15, které doplní několik dalších letounů, či vrtulníků. Například transportní vrtulníky Changhe Z-18, výstražné Kamov Ka-31 a protiponorkové a záchranné Z-9 Chaj-tchun.